# 反差別国際運動
反差別国際運動（はんさべつこくさいうんどう、英語: The International Movement Against All Forms of Discrimination and Racism ; IMADR ）は、日本で1988年に設立された部落解放同盟系NGO。

## 概要
1988年に部落解放同盟の呼びかけで設立、部落解放同盟中央実行委員長だった上杉佐一郎がトップに就任。退任後は名誉理事長に就任。
1993年、日本発祥の人権関係NGOとしては初の、国際連合との協議資格を取得した。本部事務所は東京都中央区にあり、部落解放同盟中央本部の所在地と同一箇所にある。海外事務所はスリランカとジュネーヴにある。
共同代表理事は組坂繁之とスリランカ人で弁護士のニマルカ・フェルナンドである。
1996年に上杉死亡後の名誉理事長は武者小路公秀。事務局長は西島藤彦。松本龍が顧問をつとめていた。2022年時点で代表理事に前部落解放同盟中央執行委員長、専務理事に部落解放同盟中央執行委員長、理事に日本教職員組合委員長、幹事に部落解放同盟中央書記長。

## 略史
- 1988年、部落解放同盟の呼びかけで設立。4代目部落解放同盟中央委員長の上杉佐一郎が理事長に就任[4]。同時に国連NGO登録の申請、反差別国際会議を開催。
- 反差別国際運動への国連NGO資格の授与へ反対が起きる。1988年12月に解同による数々の暴力事件や利権問題を報告し、「IMADRは国連NGO資格に値しないので認可すべきでない」と国連NGO委員会に代表者を派遣し、日本国内44団体の賛同を集めた通告文を提出していた全国部落解放運動連合会や部落問題研究所（部落研）[10]に対して、1991年に部落解放同盟が京都地裁に提訴した。（「解同」暴力糾明裁判）
- 国連NGO委員会は認可保留措置を取り続け、最高裁からも特別抗告を1993年3月24日に却下されるなど、日本国内の裁判は解放同盟に不利な状況が続いていた。しかし、国連NGO委員会の審議が19か国委員の全員一致制から多数決制に変更直後の同年3月30日、国連NGO委員会は「解同の暴力問題は日本国内で解決すべきだ」と日本国内判決を待たないとの意見を出し、ロスター（登録簿[11]、NGO資格取得の最初の段階）認可[12]。その後、国連との協議資格を取得。翌1994年、国連NGO資格を手に入れたため、部落解放同盟は提訴を取り下げた。部落研はそもそも威圧が主目的の不当な提訴（スラップ訴訟）であったとし、「解同暴力糾明裁判」への勝利集会を行った。ただし、部落解放同盟の暴力と無法、利権漁りは事実であるのに、事実上「ロスター」認可を阻止させていた全会一致から、多数決に変更してまで部落解放同盟系組織に認可を与えた国連NGO委員会を批判している[13]。